# یواس‌اس دووال کانتی (ال‌اس‌تی-۷۵۸)
یواس‌اس دووال کانتی (ال‌اس‌تی-۷۵۸) (به انگلیسی: USS Duval County (LST-758)) یک کشتی بود که طول آن ۳۲۸ فوت (۱۰۰ متر) بود. این کشتی در سال ۱۹۴۴ ساخته شد.